# Arenópolis
| \| Arenópolis \|           |
| Lage der Gemeinde in Goiás |
| Arenópolis                 |

| Arenópolis |

Arenópolis, amtlich portugiesisch Município de Arenópolis, ist eine brasilianische Gemeinde im Bundesstaat Goiás. Sie liegt westlich der brasilianischen Hauptstadt Brasília und von Goiânia, der Hauptstadt des Bundesstaates.

## Geographische Lage
Goiás liegt im brasilianischen Mittelwesten.
Arenópolis grenzt
- im Norden an die Gemeinde Montes Claros de Goiás entlang dem Grenzgewässer Rio Caiapó
- im Nordosten an Diorama entlang dem Grenzgewässer Rio Caiapó
- im Osten an Iporá und Amorinópolis entlang dem Grenzgewässer Rio Caiapó
- im Südosten an Palestina de Goiás entlang dem Grenzgewässer Rio Bonito
- im Südwesten an Caiapônia
- im Westen an Piranhas
- im Nordwesten an Bom Jardim de Goiás entlang dem Grenzgewässer Rio Piranhas